# Riva (banda)
Riva fue una banda de pop de Yugoslavia, concretamente de Zadar en la República Socialista de Croacia, muy exitoso a finales de los años 1980.

## Historia
El grupo debutó en el Zagrebfest de 1988. En 1989 representaron a Yugoslavia en el Festival de Eurovisión de ese año, con la canción Rock Me, obteniendo el primer puesto, con 137 puntos. Según el historiador John Kennedy O'Connor en el libro The Eurovision Song Contest – The Official History, fue una victoria muy inesperada. Terry Wogan (el comentarista de la BBC) consideró esta victoria como "la muerte del festival".
En 1990, el grupo lanza su segundo disco, Srce laneta y actuó en numerosos espectáculos y programas de televisión, con el objetivo de promocionar su disco por  Alemania, Austria, Suiza, Suecia, Bélgica, entre otros tantos países. La canción Rock Me fue la que le dio fama internacional al grupo, incluso en Japón, donde la canción permaneció largo tiempo en los charts.
Por diversas causas como las Guerras Yugoslavas, el grupo fue empezando a disminuir sus giras por el exterior, y finalmente, se separó en 1991.

## Integrantes
- Emilija Kokić (voz)
- Dalibor Musap (teclado, voz)
- Nenad Nakić (bajo, voz)
- Zvonimir Zrilić (guitarra, voz)
- Boško Colić (batería)